# Assemblée provinciale du Kasaï-Central
Bureau définitif
Kananga
L’Assemblée provinciale du Kasaï-Central est l’organe législatif de la province du Kasaï-Central, située en République démocratique du Congo. Elle joue un rôle clé dans la gouvernance de la province en adoptant des lois, en contrôlant l’exécutif provincial, et en représentant les intérêts de la population.

## Historique
L’assemblée provinciale du Kasaï-Central a été instituée en 2015, à la suite de la scission de l’ancienne province du Kasaï-Occidental en deux entités distinctes : le Kasaï-Central et le Kasaï. Cette réforme territoriale, prévue par la Constitution de 2006, visait à renforcer la décentralisation et à promouvoir un développement local équilibré. Depuis sa création, l’assemblée a joué un rôle central dans l’élaboration des politiques provinciales,.

### Siège
Le siège de l’assemblée provinciale du Kasaï-Central se trouve à Kananga, la capitale provinciale. Le bâtiment abritant l’assemblée est un symbole de l’administration locale, bien qu’il ait connu des défis d’infrastructure, nécessitant parfois des rénovations pour garantir un fonctionnement optimal.

## Corps et structure

### Membres
L’assemblée provinciale est composée de 30 députés provinciaux, élus au suffrage universel indirect. Ces membres représentent les cinq territoires du Kasaï-Central : Demba, Dibaya, Dimbelenge, Kazumba et Luiza, ainsi que la ville de Kananga,,.

### Bureau de l'assemblée
Le Bureau de l’assemblée est l’organe exécutif interne chargé de la gestion administrative et financière,. Il est composé de :
- Un président, qui dirige les sessions et représente l’assemblée dans les relations officielles[8],[9].
- Un vice-président, qui assiste le président et le remplace en cas d’absence.
- Un rapporteur, chargé de rédiger les procès-verbaux et documents officiels.
- Un rapporteur adjoint et un questeur, responsables respectivement des rapports secondaires et de la gestion financière[10].

### Commissions permanentes
L’assemblée est dotée de commissions permanentes qui travaillent sur des thématiques spécifiques,,,, notamment :
- Commission des finances et du développement économique ;
- Commission de la santé, éducation et affaires sociales ;
- Commission de la justice, sécurité et droits humains[15],[16],[17] ;
- Commission de l’environnement et des infrastructures.

Ces commissions jouent un rôle fondamental dans l’analyse approfondie des projets de loi et des questions provinciales.

## Rôles et missions
L’assemblée provinciale du Kasaï-Central a pour missions principales :
- Adoption des édits : élaborer et voter les lois provinciales pour encadrer la gestion de la province[18],[19].
- Contrôle de l’exécutif provincial : surveiller l’action du gouverneur et des ministres provinciaux pour garantir une gestion transparente et efficace[20],[21],[22],[23],[24].
- Représentation des populations : s’assurer que les besoins des citoyens sont pris en compte dans les politiques provinciales[25].
- Budget et fiscalité : examiner, adopter, et contrôler l’exécution du budget provincial.

## Défis et enjeux
L’assemblée provinciale du Kasaï-Central fait face à plusieurs défis, parmi lesquels :
- Problèmes d'infrastructure : des conditions de travail parfois inadéquates pour les députés et le personnel administratif.
- Faibles ressources financières : un budget limité qui entrave l’efficacité de ses missions.
- Tensions politiques : des conflits entre les différentes forces politiques qui ralentissent parfois les prises de décisions[26].
- Décentralisation effective : assurer une mise en œuvre réelle des principes de décentralisation pour le développement de tous les territoires.

Malgré ces défis, l’Assemblée provinciale reste un pilier essentiel pour la gouvernance démocratique du Kasaï-Central, jouant un rôle actif dans le développement de la province.